# Enciklopédikus tudás
Az enciklopédikus tudás azt a középkor elejéig fennálló tudáseszményt jelenti, amely szerint a tudományok egységesíthetőek, valamint a világban fellelhető tudásanyag rendszerezhető és befogadható minden individuum számára.

## Az enciklopédizmus fogalma
Az enkükliosz (teljes körű) és a paideia (nevelés) ókori görög szavak kapcsolatából származik. Latinizált változata az encyclopedia, amely szó Quintilianusnál szerepel először az első században.

## Az enciklopédikus tudás története

### Középkor
A középkorban a tudás teljessége nem tűnt lehetetlen elképzelésnek. A középkor felfogásában a világ Isten elméjének tükre. A kor két alapkönyve a Biblia és a Természet könyve. A középkori enciklopédiák ezen két könyv tudásanyagának rendszerezésére törekedtek. Alsted és Apáczai Csere János 1630-as években megjelent enciklopédiái még az egységesíthető tudás jegyében íródtak.

### Felvilágosodás
A kora újkortól kezdve a tudásanyag gazdagodása az enciklopédizmus gondolatának ellenében hatott. Harris és Chambers 1720-as években megjelent enciklopédiái már betűrendben rendszerezik a tudásanyagot. Ez az elrendezés az olvasó számára könnyebb eligazítást tett lehetővé, a szerző számára pedig azt, hogy nem kell a szó szoros értelmében vett tudományos összefüggéssel írnia. 1751-től a Diderot és d’Alambert szerkesztésében megjelenő Nagy Francia Enciklopédia formájában már tulajdonképpen lexikon − még közöl tudástérképet, de már nem törekszik a tudományok szintézisére.
Az 1768-tól megjelenő Encyclopædia Britannica már teljesen kerülte a tudományok osztályozását, illetve a tudományok közötti feltétlen kapcsolatlétesítést.

### Újkor
A 19-20. században egyre jobban elkülönülnek, specializálódnak a tudományok.

### Legújabb kor
A tudás gyakorlati jellege kerül előtérbe. Tudásunk java külső fizikai szimbolikus rendszerekben tárolódik. Napjainkban a gépek töltik be a külső memória szerepét.

### Napjaink enciklopédikus tudása
Rubin Dunbar szociális agy elmélete szerint az ember agya legfeljebb 150 fős csoportnak képes még átlátni a viszonyait és öt ismerős észjárással tudunk még gondolatilag megbirkózni, tehát maximum öt diszciplínában lehetünk otthon.
Nyíri Kristóf szerint korunkban  az eszközeinkre hagyatkozva lehetséges csupán enciklopédikus tudás. Már eszközeink létrejöttében is hatalmas társadalmi tudás koncentrálódik, az eszközök külső memóriaként való alkalmazása pedig napjainkban is lehetővé teszi az enciklopédikus tudás létrejöttét.